# Kristen Nygaard

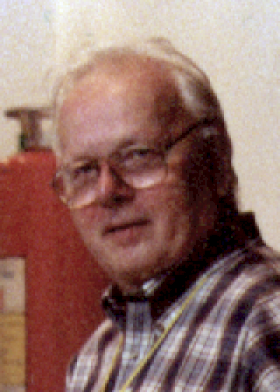
Kristen Nygaard

Kristen Nygaard (ur. 27 sierpnia 1926 w Oslo, zm. 10 sierpnia 2002) – norweski matematyk, pionier informatyki oraz polityk. 
Współtwórca koncepcji obiektowych języków programowania i języka Simula.  W 2001 r. wraz z Ole-Johanem Dahlem został uhonorowany nagrodą Turinga.